# Sebastian Mnich
Sebastian "Sebek" Mnich (ur. w 1977 r. w Tarnowie) – polski perkusista rockowy.
Grał w kilku tamtejszych formacjach, m.in. Personel, SunFlowers i Boggart's Power (z tym trzecim występował przed Acid Drinkers i Sweet Noise). W sierpniu 2004 roku wszedł w skład zespołu KSU, w którym występował do stycznia 2007 roku. Jesienią 2006 roku dołączył do tarnowskiej grupy rockowej Totentanz.